# Xã Mount Pleasant, Quận Wabasha, Minnesota
Xã Mount Pleasant (tiếng Anh: Mount Pleasant Township) là một xã thuộc quận Wabasha, tiểu bang Minnesota, Hoa Kỳ. Năm 2010, dân số của xã này là 447 người.